# Haar-Heterochromie

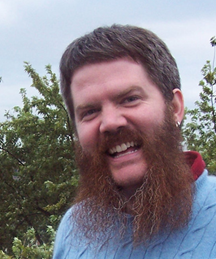
Dunkles Haupthaar, roter Bartwuchs

Mit dem Begriff Haar-Heterochromie wird das Auftreten verschiedener Haarfarben bei demselben Individuum bezeichnet. Während Farbunterschiede beim Menschen zwischen unterschiedlichen Regionen, wie beispielsweise zwischen der Kopfbehaarung und der Behaarung in der Genitalregion, nicht ungewöhnlich sind, sind sie in umschriebenen Arealen seltener.
Eine Heterochromie der Haare in umschriebenen Arealen kann beispielsweise bei einem melanozytären Nävus, aus dem ein Büschel sehr dunkler Haare hervorgehen kann, vorkommen, sowie beim Piebaldismus, einer autosomal-dominant vererbten Depigmentierung der Haut, bei der es häufig zur Ausbildung einer weißen Stirnlocke kommt oder im Rahmen eines somatischen Mosaizismus.
In den meisten Fällen sind die Heterochromien der Haare, wie andersfarbige Strähnen, ohne jeglichen Krankheitswert.